# Adams (Oregon)
Adams è una città degli Stati Uniti d'America situata nell'Oregon, nella Contea di Umatilla.